# Gaston Girard
Pour les articles homonymes, voir Girard.
Gaston Girard est un homme politique français né le 20 février 1899 à Guilly dans le département du Loiret et mort le 18 août 1990 à Orléans (Loiret).
Il exerce notamment des fonctions de maire, conseiller général et député.

## Biographie
Gaston Girard nait à Guilly dans la région naturelle du Val de Loire le 20 février 1899.
Il est signataire de l'« appel des 43 » en faveur d'une candidature de Valéry Giscard d'Estaing à l'élection présidentielle de 1974.
Il exerce deux mandats parlementaires au cours de la Cinquième République, tous deux dans l'ancienne 3e circonscription du Loiret qui correspond en fait à la cinquième circonscription actuelle du Loiret, du 13 mars 1973 au 2 avril 1978 et du 19 mars 1978 au 22 mai 1981.
Gaston Girard est également conseiller général du canton d'Ouzouer-sur-Loire de 1945 à 1982 et maire de Saint-Benoît-sur-Loire de 1945 à 1979.
Il meurt à Orléans le 18 août 1990 à l'âge de 91 ans.